# Alfred Raddatz

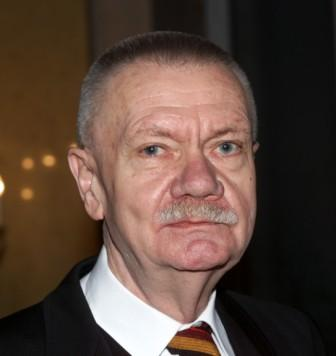
Alfred Raddatz

Alfred Raddatz (* 15. März 1928 in Berlin; † 7. Juni 2006 in Wien) war evangelischer Kirchenhistoriker.

## Leben
Nach dem Studium der Theologie, Kunstgeschichte und Christlichen Archäologie an der Humboldt-Universität Berlin erhielt Raddatz ab 1959 Lehraufträge an der Universität Greifswald und an der Humboldt-Universität. 1963 folgte die Habilitation in Berlin, seit 1966 wirkte er dort als Dozent. 1971 wurde Raddatz an die Evangelisch-Theologische Fakultät der Universität Wien berufen, wo er erster Ordinarius des neu gegründeten Instituts für Kirchengeschichte, Christliche Archäologie und Kirchliche Kunst wurde. 1996 wurde er emeritiert.
Er war Rechtsritter des Johanniterordens (Österreichische Kommende).
Neben dem besonderen Interesse für kirchliche Kunst engagierte sich Raddatz für den Dialog mit dem Judentum, zunächst im Vorstand des Koordinierungsausschusses für christlich-jüdische Zusammenarbeit in Wien, dessen Vizepräsident er ab 1974 war. In der Funktionsperiode 2001 bis 2003 wirkte er als dessen Präsident.
Alfred Raddatz wurde am Dornbacher Friedhof in Wien bestattet.

## Werke
- Die Entstehung des Motivs „Ecclesia und Synagoge“. Geschichtliche Hintergründe und Deutung. Dissertation. Berlin 1959.
- Weströmisches Kaisertum und römisches Bischofsamt. Ein Beitrag zur Frage nach der Entstehung des vormittelalterlichen Papsttums. Habilitationsschrift. Berlin 1963.
- mit Kurt Lüthi (Hrsg.): Evangelischer Glaube und Geschichte. Festschrift Grete Mecenseffy. Wien 1984.